# Musikspelare
Musikspelare kan antingen syfta på en fysisk maskin som spelar musik, eller mjukvara till en dator som spelar upp musik, till exempel från mp3-filer.